# Pintassilgo
Carlos Pedro Carvalho Sousa (n. 30 iulie 1985, Felgueiras, Portugalia), cunoscut ca Pintassilgo este un fotbalist portughez care evoluează în prezent la Moreirense. De-a lungul carierei a mai evoluat la Vitória SC și la Pandurii.